# Terry Walsh
Terry Walsh (né le 20 novembre 1953) est un joueur de hockey sur gazon australien. Il participe aux Jeux olympiques d'été de 1976 et  remporte la médaille d'argent de la compétition.

## Palmarès

### Jeux olympiques
- Jeux olympiques de 1976 à Montréal,  Canada
  -  Médaille d'argent.